# Переплутані при народженні (мінісеріал)
«Переплутані при народженні» (англ. Switched at Birth) — американський мінісеріал, двосерійний драматичний телефільм, прем'єра якого відбулася 28-29 квітня 1991 року на каналі NBC.
Серіал, знятий режисером Варісом Хуссейном, заснований на реальній історії Кімберлі Мейс (англ. Kimberly Mays) та Арлени Твіґґ (англ. Arlena Twigg), які немовлятами були переплутані в пологовому будинку однієї з лікарень Флориди в 1978 році.

## Синопсис
Телефільм розповідає справжню історію двох дівчаток-немовлят, яких випадково переплутали після народження в місті Вочула (Флорида). Через кілька років, коли одна з них захворіла, зроблені медичні тести показали, що вона нерідна дочка сімейної пари, що її виховувала. На жаль, дев'ятирічна дівчинка помирає, але її батьки починають пошуки своєї біологічної дитини. Зрештою, вони знаходять чоловіка-вдівця, який боїться втратити єдину рідну людину, якщо виявиться, що вона не його дочка.

## Основний акторський склад
- Бонні Беделіа — Регіна Твіґґ
- Джон Джексон — Ернест Твіґґ
- Браян Кервін — Боб Мейс
- Жаклін Скотт — Рут Мейс
- Джудіт Гоаґ — Барбара Мейс

## Саундтрек
Great Big Bunches Of Lovin' (автор тексту та музики Регіна Твіґґ)